# José Martins Ribeiro Nunes
José Martins Ribeiro Nunes, közismert nevén Zé Peixe (Brazília, Aracaju, 1927. január 5. - Aracaju, 2012. április 26.) brazil révkalauz volt. Hírnevére különleges módon végzett révkalauzolása által tett szert, ugyanis foglalkozását több évtizeden át úszóként, szolgálati hajó igénybevétele nélkül végezte. Miután a Sergipe folyó torkolatában fekvő Aracuje kikötőjéből induló hajót a biztonságos nyílt vizekre kivezette, a partoktól öt-tíz kilométernyi távolságban a fedélzetről a tengerbe vetette magát és hazaúszott. Révkalauzi és életmentő minőségében többször kitüntették. Ifjúkora óta Zé Peixe-nek (magyarul Hal Jóska) nevezték.

## Fordítás
Ez a szócikk részben vagy egészben a Zé Peixe című portugál Wikipédia-szócikk ezen változatának fordításán alapul.  Az eredeti cikk szerkesztőit annak laptörténete sorolja fel. Ez a jelzés csupán a megfogalmazás eredetét és a szerzői jogokat jelzi, nem szolgál a cikkben szereplő információk forrásmegjelöléseként.